# Brădeanu
Bradeanu là một xã thuộc hạt Buzău, România. Dân số thời điểm năm 2002 là 2903 người.